# Boccio
Cet article possède un paronyme, voir Bocio.
Boccio est un hameau, faisant partie de la commune de Carenno, dans la province de Lecco, en Lombardie, en Italie du Nord.